# Boleophthalmus birdsongi
A Boleophthalmus birdsongi a csontos halak (Osteichthyes) főosztályának a sugarasúszójú halak (Actinopterygii) osztályába, ezen belül a sügéralakúak (Perciformes) rendjébe, a gébfélék (Gobiidae) családjába és az iszapugró gébek (Oxudercinae) alcsaládjába tartozó faj.

## Előfordulása
A Boleophthalmus birdsongi előfordulási területe a Csendes- és az Indiai-óceánok határán van. Ausztrália északi részének az egyik endemikus hala.

## Megjelenése
Ez a halfaj legfeljebb 11,1 centiméter hosszú. A hátúszóján 23-25 sugár, míg a farok alatti úszóján 22-24 sugár ül. Az oldalvonalán 89-111 pikkelye van. A tarkója tájékán 38-60 pikkely látható. A többi Boleophthalmus-fajtól eltérően, a Boleophthalmus birdsonginak az állkapocscsontján levő fogak kerekebbek és hiányzik róluk a kis dudor. A nagy szemei magasan kiállnak a fejéből.

## Életmódja
Trópusi halfaj, amely egyaránt megtalálható az édes, sós- és brakkvízben is; a víz alá is lemerül. A levegőből veszi ki az oxigént.